# Fusae Ichikawa
Fusae Ichikawa (市川 房枝) (Bisai, 15 maggio 1893 – 11 febbraio 1981) è stata una politica giapponese, figura di spicco del movimento del suffragio femminile giapponese.

## Primi anni
Nata a Bisai, nella prefettura di Aichi, nel 1893, fu testimone degli abusi fisici su sua madre da parte di suo padre. Frequentò l'Accademia per insegnanti di Aichi. Si trasferì a Tokyo negli anni '10, dove fu esposta al movimento femminista. Ritornata ad Aichi nel 1917, divenne la prima giornalista donna del Nagoya Newspaper. Nel 1920 co-fondò la "Nuova associazione delle donne" (新 婦人 協会?, Shin-fujin kyokai) insieme alla pioniera femminista giapponese Raichō Hiratsuka.

## Suffragio femminile

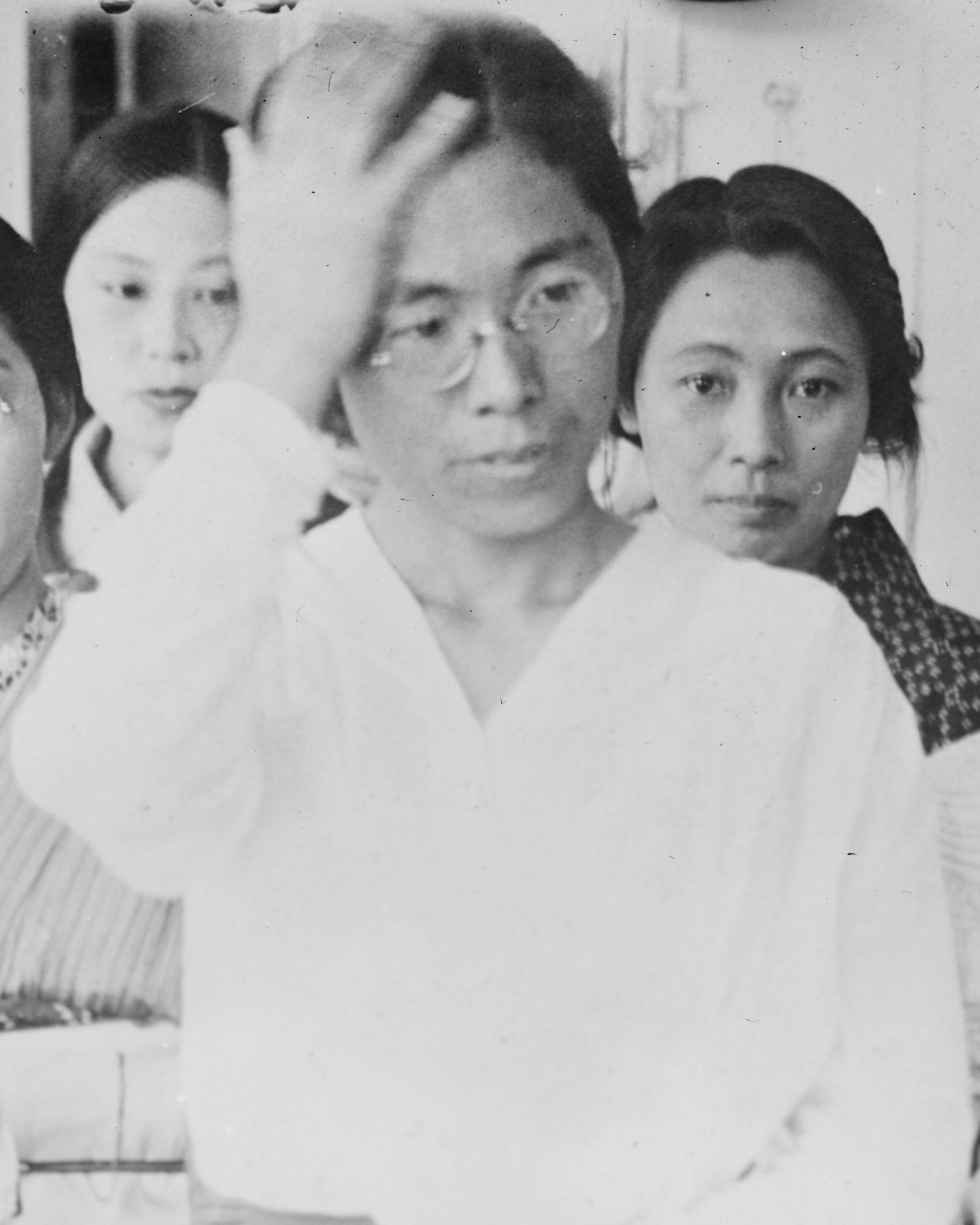
Fusae Ichikawa negli anni '20

La Nuova associazione delle donne fu la prima organizzazione giapponese formata espressamente per il miglioramento dello status e del benessere delle donne. L'organizzazione, sotto la guida di Ichikawa, condusse una campagna per i cambiamenti nelle leggi giapponesi che proibivano la partecipazione delle donne alla politica. Poiché le donne erano escluse da questo tipo di campagna, l'organizzazione tenne eventi noti come "riunioni di conferenze" per promuovere le loro idee. La legge fu alla fine modificata dalla dieta imperiale nel 1922, dopodiché l'associazione si sciolse.
Due anni dopo Ichikawa si recò negli Stati Uniti con l'intenzione di conoscere la suffragetta americana Alice Paul. Ritornata in Giappone nel 1924 per lavorare per la filiale di Tokyo dell'Organizzazione internazionale del lavoro, fondò la prima organizzazione per il suffragio femminile giapponese, la "Lega giapponese per il suffragio femminile" (日本 婦人 有 権 者 同盟?, Nippon fujin yûkensha dômei), che nel 1930 detenne la prima convenzione nazionale in assoluto sull'emancipazione delle donne in Giappone. Ichikawa lavorò a stretto contatto con Shigeri Yamataka, eletta alla Camera dei consiglieri.
Il periodo di occupazione del dopoguerra vide Ichikawa svolgere un ruolo importante nel garantire che il suffragio femminile fosse sancito dalla costituzione giapponese, sostenendo che l'emancipazione politica delle donne avrebbe potuto impedire l'ingresso del Giappone in una guerra così distruttiva. La Nuova associazione delle donne iniziò la sua attività come organizzazione dedita all'ottenimento del suffragio per le donne e Ichikawa fu nominata prima presidente dell'organizzazione.
Gli sforzi di Ichikawa, insieme ai requisiti della dichiarazione di Potsdam, portarono al pieno suffragio per le donne nel novembre 1945.

## Altro attivismo
Altre campagne inclusero sforzi per frenare la corruzione delle elezioni, che portarono alla fondazione della "Associazione femminile per ripulire la politica di Tokyo" nel 1933 e alla creazione di un ufficio del governo, l' "Associazione centrale per ripulire le elezioni", in cui Ichikawa fu nominata una delle cinque donne fiduciarie. Durante la seconda guerra mondiale Ichikawa fu nominata segretaria della "Associazione  centrale per la mobilitazione spirituale nazionale", un'organizzazione formata dal governo giapponese allo scopo di aumentare il sostegno popolare allo sforzo bellico giapponese. Inoltre fu curatrice della "Grande Associazione delle donne giapponesi", che coordinò gli sforzi delle organizzazioni private di sostegno.
Instancabile sostenitrice delle questioni femminili, organizzò e partecipò a numerose conferenze sulla condizione femminile in Giappone e a livello internazionale, e nel 1980 fu la voce principale nel sollecitare il governo giapponese a ratificare la Convenzione sull'eliminazione di tutte le forme di discriminazione contro le donne.

## Carriera politica
Dopo la seconda guerra mondiale, Ichikawa fu inizialmente epurata ed esclusa dagli uffici politici o governativi dall'occupazione. Ritornò in politica dopo la fine dell'occupazione e fu eletta alla Dieta nel 1953 come rappresentante di Tokyo. Si concentrò su questioni importanti per le donne, nonché sulle riforme elettorali. Fu rieletta due volte, ma fallì nella sua successiva candidatura per la rielezione e lasciò l'incarico nel 1971. Nel 1974, tuttavia, l'allora 81enne Ichikawa fu invitata di nuovo a candidarsi e ottenne un quarto mandato nella dieta. Fu rieletta alla Camera dei consiglieri nel 1980, con il maggior numero di voti della circoscrizione nazionale.

## Premi
Ichikawa ricevette il "Premio Ramon Magsaysay per la leadership comunitaria" (Ramon Magsaysay Award for Community Leadership) nel 1974 per i suoi sforzi a sostegno dell'uguaglianza sociale.